# Ernesto Troiano
Ernesto Troiano (Genzano di Lucania, 1º giugno 1885 – 14 dicembre 1977) è stato un ingegnere e politico italiano, senatore durante la I legislatura della Repubblica Italiana dall'8 maggio 1948 al 24 giugno 1953.